# Чорноус Олександр Іванович
Олекса́ндр Іва́нович Чорноу́с (25 березня 1975) — капітан 3 рангу Збройних сил України, головний спеціаліст-водолазний спеціаліст Центру пошукових та аварійно-рятувальних робіт ВМС ЗСУ.

## З життєпису
1992-го поступив до Севастопольського військово-морського училища, звідки того ж року призваний на строкову службу. 1997 року закінчив Севастопольський військово-морський інститут, спеціальність «пошуково-рятувальні, водолазні та суднопідйомні роботи». Призначений командиром групи в/ч А1594. Від 1999 року проходив службу на посаді заступника командира загону, з 2000-го начальник водолазної служби тієї ж військової частини. В квітні 2001-го одружився у місті Очаків. Від 2002 року — головний водолазний спеціаліст пошуково-рятувальної служби, Головний штаб ВМС МЗС України.
Починаючи 2003 роком проходив службу на посаді офіцера відділення пошуково-рятувальних робіт, управління бойового забезпечення Головного штабу ВМС України, з березня 2004-го — головний спеціаліст в/ч А4414.
2005 року відзначився при розмінуванні донної неконтактної міни часів Другої світової війни в Севастопольській бухті.
З вересня 2006-го — головний водолазний спеціаліст в/ч А4414.
Отримав статус учасника бойових дій за розмінування вибухонебезпечних предметів на території України та за її межами. Брав участь у міжнародних військових навчаннях.
9 серпня 2007 року призначений командиром водолазно-пошукової мінної групи для обстеження та розмінування якірної міни, з чим загін успішно впорався.
Є співавтором патенту «Апарат отримання дихального повітря з води», співавтори Церковна Олена Вікторівна, Друзь Валерій Анатолійович, Красногоров Олександр В'ячеславович

## Нагороди
- Медаль «Захиснику Вітчизни»
- Медаль «15 років Збройним Силам України»
- Медаль «За сумлінну службу» II ступеня
- Медаль «За сумлінну службу» III ступеня
- Відзнака «Доблесть і честь»
- Нагрудний знак «За відвагу в надзвичайній ситуації»
- Нагрудний знак «За розмінування»